# Hartford Athletic
El Hartford Athletic es un equipo de fútbol de Estados Unidos que juega en la USL Championship, la segunda división de fútbol en el país.

## Historia
Fue fundado el 11 de julio de 2018 en la ciudad de Hartford, Connecticut como un equipo de expansión para la temporada 2019 en la USL Championship.
Para su temporada inaugural contrataron al danés Jimmy Nielsen, quien ganó el título a Portero del Año de la MLS en 2012 y jugó para el Oklahoma City Energy FC.

## Estadio
Juega de local en el Dillon Stadium de la ciudad de Hartford, Connecticut, que tiene una capacidad de 5.500 espectadores.